# SZD-27 Kormoran
SZD-27 Kormoran – polski, dwumiejscowy, szybowiec szkolno-treningowy, konstrukcji całkowicie metalowej. Zaprojektowany w 
Szybowcowym Zakładzie Doświadczalnym w Bielsku-Białej. Pozostający w fazie prototypu.

## Historia

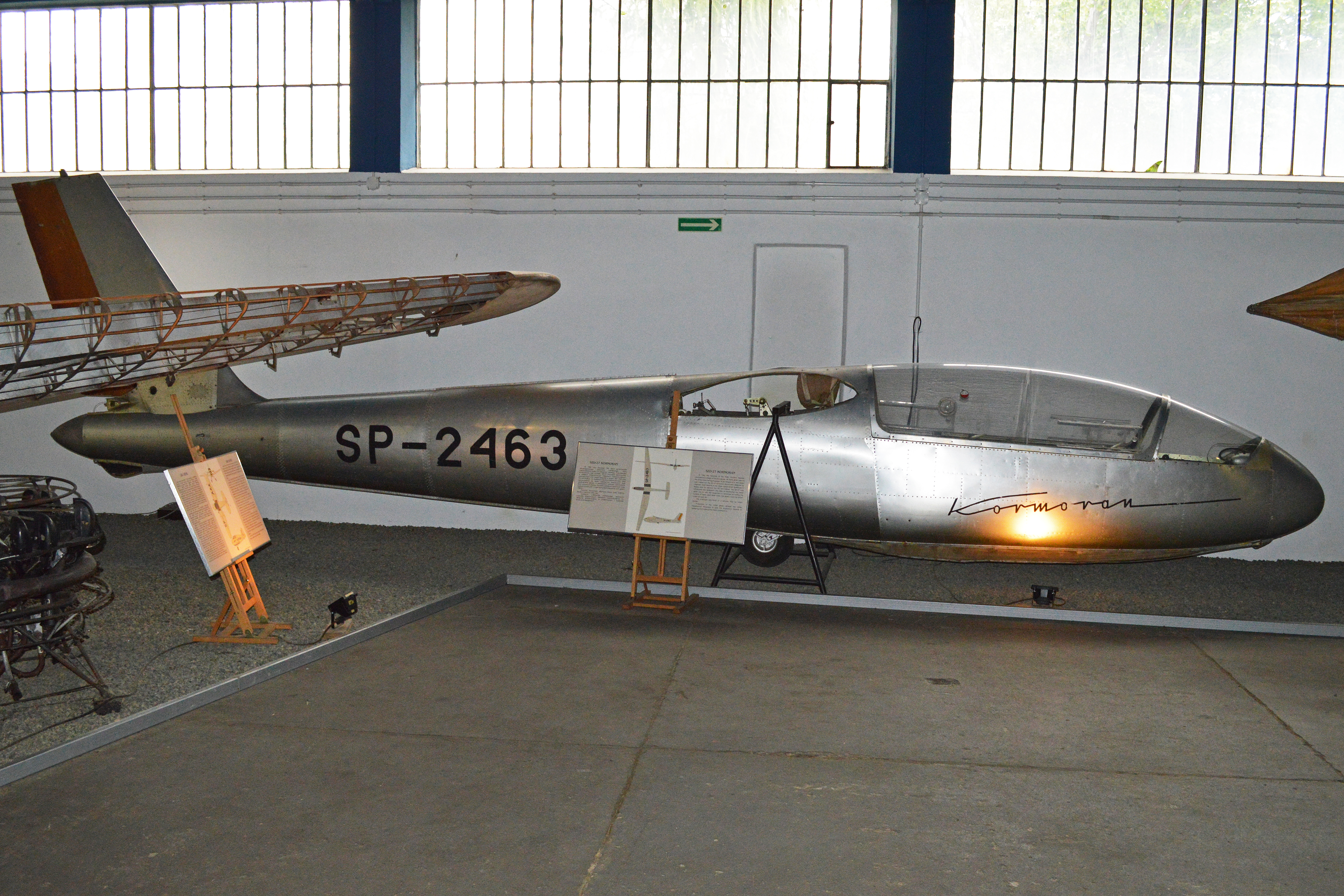
Szybowiec SZD-27 Kormoran przechowywany w zbiorach Muzeum Lotnictwa Polskiego w Krakowie

Szybowiec powstał w wyniku zlecenia przez Aeroklub PRL w 1960 r. biurom konstrukcyjnym stworzenia dwumiejscowego metalowego szybowca, który nadawałby się do szkolenia, treningu i podstawowej akrobacji. Przyjęto założenie, że ma to być szybowiec o konstrukcji metalowej. Złożone zostały dwa projekty wstępne. Jeden to mielecki PZL M-8 Pelikan, drugi to SZD-27 „Kormoran”, który wygrał, a prototyp został skierowany do realizacji. W 1964 r. w Zakładzie Wytrzymałości (TK) Instytutu Lotnictwa zostały przeprowadzone pod kierownictwem mgr inż. Tadeusza Chylińskiego badania wytrzymałościowe i sztywnościowe skrzydła szybowca według własnego opracowanego Zakładzie TK programu badań. Zleceniodawcą był SZD w Bielsku-Białej.
Szybowiec zaprojektowany pod kierownictwem inż. Józefa Niespała. Prace konstrukcyjne trwały od 1961 do 1962 r. Prototyp, o znakach rejestracyjnych SP-2463, został oblatany 2 stycznia 1965 r. przez Adama Zientka w Bielsku. Szybowiec nie doczekał się nigdy produkcji seryjnej pozostając jedynie prototypem. Zbudowano dwa egzemplarze, jeden znajduje się w Muzeum Lotnictwa Polskiego w Krakowie, a drugi znajduje się w rękach prywatnych.

## Konstrukcja
Dwumiejscowy grzbietopłat o konstrukcji całkowicie metalowej.
Skrzydło dwudzielne o obrysie prostokątno-trapezowym i skosie do przodu. Konstrukcja skrzydła półskorupowa z blachy usztywnionej podłużnicami, tworząca dwuobwodowy keson. Hamulce aerodynamiczne płytowe wysuwane, konstrukcji metalowej. Lotka dwudzielna, kryta blachą. Na końcu skrzydeł kroplowe zakończenia spełniające rolę podpórek.
Kadłub konstrukcji skorupowej z duralu, usztywnionej rzadko rozstawionymi podłużnicami. Przekrój kadłuba jajowy. Kabina zakryta.
Usterzenie poziome trapezowe, niedzielone. Statecznik poziomy prostokątny konstrukcji półskorupowej. Usterzenie pionowe, skośne. Statecznik pionowy skośny, dwudźwigarowy. 
Podwozie stałe, jednotorowe. Składające się z metalowej płozy przedniej, koła zamocowanego do nośnej wręgi kadłuba oraz płozy ogonowej.